# Horní Cerekev
Horní Cerekev (in tedesco Oberzerekwe) è una città della Repubblica Ceca facente parte del distretto di Pelhřimov, nella regione di Vysočina.